# گزگزاره سفلی
گزگزاره سفلی،شغل اصلی مردم گزگزاره سفلی کشاورزی وباغداری است روستایی از توابع بخش بلبان آباد شهرستان دهگلان در استان کردستان ایران است.

## جمعیت
این روستا در دهستان ایلان جنوبی قرار دارد و براساس سرشماری مرکز آمار ایران در سال ۱۳۸۵، جمعیت آن ۲۴۳ نفر (۶۳خانوار) بوده‌است.